# Tanyochraethes minca
Tanyochraethes minca är en skalbaggsart som beskrevs av Maria Helena M. Galileo och Martins 2007. Tanyochraethes minca ingår i släktet Tanyochraethes och familjen långhorningar. Inga underarter finns listade i Catalogue of Life.